# 11-es villamos (Prága)
A prágai 11-es jelzésű villamos a Spořilov és a Spojovací között közlekedik.

## Útvonala
| Spojovací felé | Spořilov felé |
| --- | --- |
| Spořilov – aluljáró – Chodovská – U Plynámy – Nuselská – Náměstí Bratří Synků – Bělehradská – Škrétova – Vinohradská – Jana Želivského – Koněvova – Spojovací | Spojovací – Koněvova – Jana Želivského – Vinohradská – Škrétova – Bělehradská – Náměstí Bratří Synků – Nuselská – U Plynámy – Chodovská – aluljáró – Spořilov |

## Megállóhelyei
| 0  | Spořilov végállomás      | 44 | 14                         |
| 1  | Teplárna Michle          | 41 | 14                         |
| 3  | Chodovská                | 39 | 14                         |
| 4  | Plynárna Michle          | 38 | 14                         |
| 6  | Michelská                | 37 | 14                         |
| 7  | Pod Jezerkou             | 35 | 14                         |
| 8  | Horky                    | 34 | 14                         |
| 11 | Náměstí Bratří Synků     | 32 | 6, 7, 14, 18, 24           |
| 13 | Nuselské schody          | 30 | 6                          |
| 14 | Pod Karlovem             | 29 | 6                          |
| 15 | Bruselská                | 27 | 6, 23                      |
| 17 | I. P. Pavlova            | 25 | C 4, 6, 10, 13, 16, 22, 23 |
| 18 | Muzeum                   | 23 | A C 13                     |
| 20 | Italská                  | 21 | 13                         |
| 21 | Vinohradská tržnice      | 19 | 13                         |
| 23 | Jiřího z Poděbrad        | 18 | A 13                       |
| 25 | Radhošťská               | 16 | 13                         |
| 27 | Flora                    | 15 | A 5, 10, 13, 15, 16        |
| 28 | Olšanské hřbitovy        | 14 | 5, 10, 13, 15, 16          |
| 29 | Želivského               | 13 | A 5, 10, 13, 16, 26        |
| 31 | Mezi Hřbitovy            | 10 | 10, 16, 26                 |
| 33 | Nákladové nádraží Žižkov | 8  | 9, 10, 16, 26              |
| 34 | Biskupcova               | 7  | 9, 10, 16                  |
| 36 | Ohrada                   | 5  | 1, 9                       |
| 37 | Vozovna Žižkov           | 4  | 1, 9                       |
| 39 | Strážní                  | 3  | 1, 9                       |
| 40 | Chmelnice                | 2  | 1, 9                       |
| 41 | Kněžská luka             | 1  | 1, 9                       |
| 43 | Spojovací végállomás     | 0  | 1, 9                       |